# Opodiphthera intermedia
Opodiphthera intermedia är en fjärilsart som beskrevs av Lucas 1890. Opodiphthera intermedia ingår i släktet Opodiphthera och familjen påfågelsspinnare. Inga underarter finns listade i Catalogue of Life.